# L'Artiste et son modèle
Pour plus de détails, voir Fiche technique et Distribution.
L'Artiste et son modèle (El artista y la modelo) est un drame franco-espagnol coproduit, coécrit et réalisé par Fernando Trueba sorti en 2012.

## Synopsis
En 1943 dans la zone libre, un sculpteur réputé (joué par Jean Rochefort) retrouve l'inspiration grâce à l'arrivée d'une jeune espagnole échappée d'un camp de réfugiés.

## Fiche technique
- Titre original espagnol : El artista y la modelo
- Titre français : L'Artiste et son modèle
- Réalisation : Fernando Trueba
- Scénario : Jean-Claude Carrière et Fernando Trueba
- Montage : Marta Velasco
- Photographie : Daniel Vilar
- Son : Pierre Gamet
- Direction artistique : Pilar Revuelta
- Décors : Lala Huete
- Production : Cristina Huete
- Sociétés de production : Bonne Pioche et Fernando Trueba Producciones Cinematográficas
- Sociétés de distribution : Alta Films (Espagne) ; BAC Films (France)
- Pays d’origine :  France/ Espagne
- Langue originale : français
- Format : noir et blanc - 35 mm - 2,35:1 - son Dolby numérique
- Genre : drame
- Durée : 105 minutes
- Dates de sortie :
  - Espagne : septembre 2012 (festival de Saint-Sébastien) ; 28 septembre 2012 (sortie nationale)
  - France : 13 mars 2013

Le film est tourné dans les Pyrénées-Orientales à Céret et Perpignan, et en Catalogne à Olot, Batet de la Serra, La Vall de Bianya, La Vall d'en Bas, Sales de Llierca et Riudaura.

## Distribution
- Jean Rochefort : Marc Cros
- Aida Folch : Mercè
- Claudia Cardinale : Léa
- Götz Otto : Werner
- Martin Gamet : Pierre
- Chus Lampreave : María
- Christian Sinniger : Émile
- Mateo Deluz : Henri
- Simon Guibert : Cura
- Michel Brigand : Doublure mains

## Distinctions

### Récompense
- Festival de Saint-Sébastien 2012 : Coquille d'argent du meilleur réalisateur

### Nominations
- Prix Goya 2013 :
  - Meilleur film
  - Meilleur réalisateur
  - Meilleur acteur
  - Meilleure actrice
  - Meilleure actrice dans un second rôle
  - Meilleur scénario original
  - Meilleure direction artistique
  - Meilleurs costumes
  - Meilleurs maquillages et coiffures
  - Meilleure photographie
  - Meilleur montage
  - Meilleur son

## Autour du film

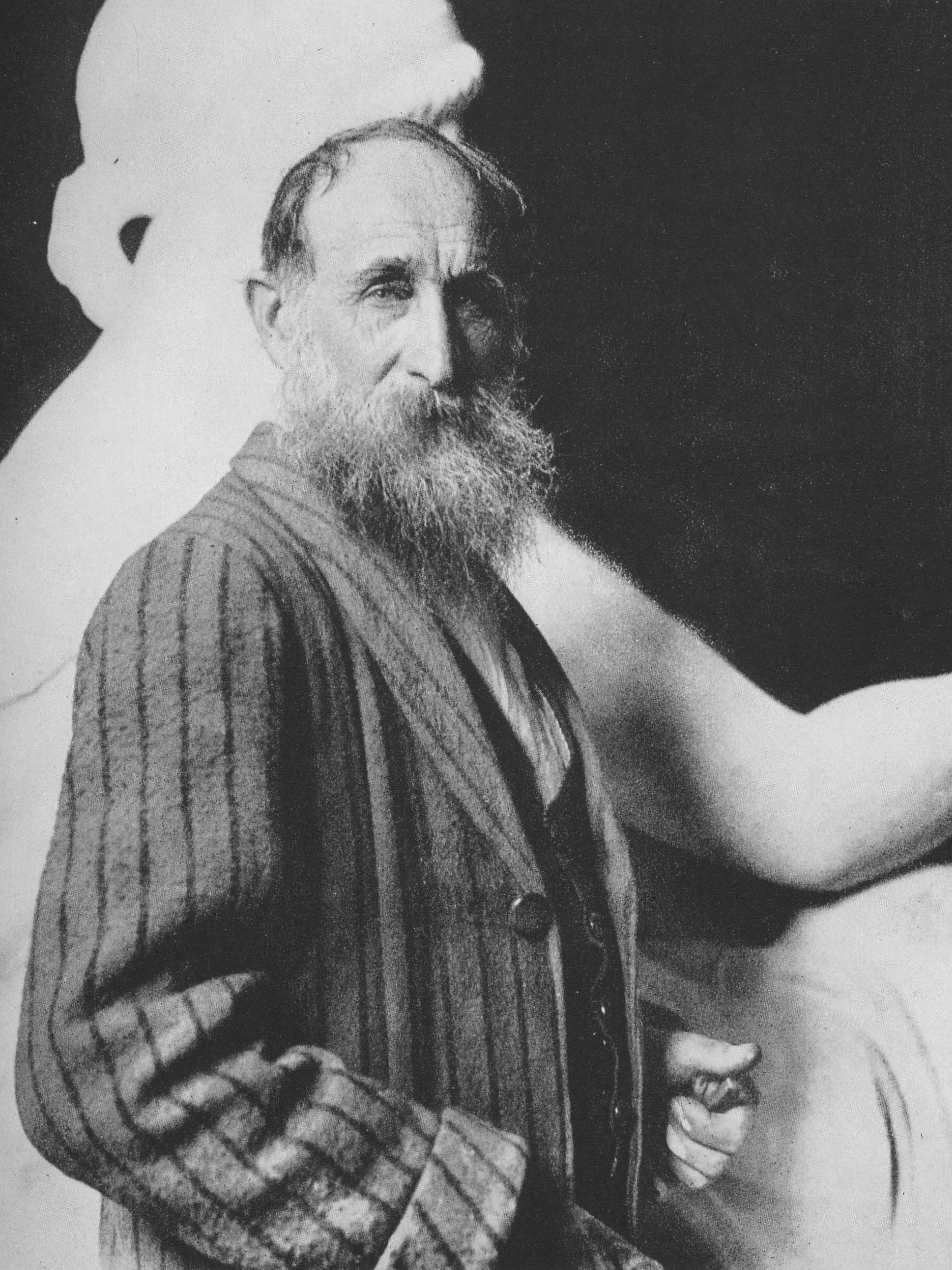
Aristide Maillol.

Le film est inspiré par la vie de l'artiste Aristide Maillol.